# Ouanaminthe Football Club
 (juillet 2019).
Si vous disposez d'ouvrages ou d'articles de référence ou si vous connaissez des sites web de qualité traitant du thème abordé ici, merci de compléter l'article en donnant les références utiles à sa vérifiabilité et en les liant à la section « Notes et références ».
Maillots
Le Ouanaminthe FC est un club de football haïtien situé à Ouanaminthe. Il évolue dans la Ligue Haïtienne.

## Histoire
De son ancien nom, les 9-capitaines, Ouanaminthe Football Club (OFC) a été fondée le 19 juin 2011 par de jeunes footballeurs talentueux ouanaminthais dont certains demeurent toujours actifs au sein du club jusqu'en 2018. Parmi les membres fondateurs, citons, entre autres: Roobens Philogène (alias Paloulou), Erick Dalusma Mompremier (alias Turam, Vernet Gabaud, Jhon Patrice (alias Leton), Luckny Etienne, Jhon Bacer Jean-Baptiste, Accimé Rémy & Louidjy Desravinnes. 
Depuis sa fondation, le club a maintenu un parcours de triomphateur pour avoir remporté des titres au niveau régional. L'équipe a connu des périodes difficiles à l'image des autres équipes de football du pays; les différents membres des comités exécutifs qui se sont succédé ont pu bénéficier des supports de la population du Nord-est, plus particulièrement celle de Ouanaminthe et de ses environs. Son premier président répond au nom de Joseph Francois dit Pelicier (2011-2015). Ce dernier est considéré comme le véritable moteur des succès dont le club a vécus durant ses premières années d'existence. 
En 2015, le club fut administré par un nouveau comité de quinze membres dont Jean Patrick ALfred est le président et Antony Jean-Baptiste est le secrétaire général. Ce nouveau comité est constitué particulièrement d'un ensemble de socio-professionnels ouanaminthais dynamiques et compétents. Ouanaminthe FC est l'un des rares clubs de football en Haiti qui réalise son assemblée générale annuelle pour dresser le bilan des activités et décider sur les perspectives du club. Grâce au dynamisme de son secrétariat général, en 2016, il a été le premier club en Haiti ayant satisfait aux exigences de la FHF/CONCACAF/FIFA en vue d'obtenir sa licence régionale. De 2015 à nos jours, le club joue au niveau de l'élite du football haïtien (division 1). 
Par ailleurs, l'année 2018 est marquée par la mise en place d'une équipe B qui évolue en 3e division dans le groupe du Nord-est, d'une part. D'autre part, une équipe féminine jouera également au niveau de l'élite du football féminin.

## Palmarès
- 2011 : Vainqueur Mondialito del Norte
- 2013 : Vainqueur Mondialito del Norte
- 2014 : Vice-championne D2
- 2016 : Demi-finaliste D1